# Weymouth-fyr
Weymouthfyr (Pinus strobus), også skrevet Weymouth-Fyr, er et stort, stedsegrønt nåletræ med en vækst, som i ungdommen er slank og kegleformet, men som med tiden bliver mere åben og uregelmæssig. 

## Beskrivelse
Barken er først græsgrøn, men inden for et år bliver den lyst olivengrøn og blank. Senere er barken vedvarende glat og grågrøn, men med alderen kan den blive mørkegrå og fint furet.  Knopperne er rustbrune, ægformede og spidse med spidse, tiltrykte skæl. 
Nålene sidder i bundter med fem på hvert dværgskud. De er tæt samlede i bundtet, og de er tynde og mørkegrønne med hvide striber ind mod midten af bundtet.  De hanlige blomster sidder samlet i små, ægformede stande inderst på skuddet, og de er gule med røde spidser. De hunlige blomster sidder i endestillede, kegleformede stande, og de er lyserøde. Koglerne er slanke og svagt krummede med udadbuede skæl. 
Rodnettet er de første mange år domineret af en kraftig pælerod, men senere udvikles kraftige, højtliggende siderødder med stor rækkevidde. 
Højde x bredde og årlig tilvækst: 25 x 12 m (50 x 25 cm/år).

## Hjemsted
Arten er udbredt i hele det østlige Nordamerika fra Mississippi i vest til atlanterhavskysten i øst, og fra Hudsonbugten i nord til Florida, Louisiana og Alabama i syd. Den er skovdannende sammen med både nåle- og løvtræer på alle slags jorde, men den konkurrerer bedst på sur og mager, sandet jord. Arten er pionertræ på opgivne marker. 
I området omkring Roosevelt i New Jersey, USA, findes arten i skove og som pionertræ sammen med bl.a. Konvalbusk, robinie, tulipantræ, amerikansk bøg, amerikansk knapbusk, amerikansk nældetræ, amerikansk platan, amerikansk vin, blyantene, brunfrugtet surbær, glansbladet hæg, hvid ask, hvid hickory, klatrevildvin, koralsumak, pennsylvansk vokspors, rødløn, skovtupelotræ, sukkerbirk, sumpeg, sumprose, virginsk ambratræ, virginsk troldnød, virginsk vinterbær og østamerikansk hemlock

## Anvendelse
Træer yder godt tømmer, men  er sjældent plantet i Europa, da det angribes og dræbes af blærerust-svampen, som har værtskifte med arter fra ribs-slægten.

## Sorter
- Pinus strobus cv. 'Radiata' – med en lav, kugle- eller kegleformet vækst.
- Pinus strobus cv. 'Macopin' – med en buskagtig, uregelmæssig vækst.

| Portal | Portal:Botanik |

## Eksterne links
- Naturbasen - Billeder og udbredelse i Danmark af Weymouth-fyr
- Fotografier af weymouthfyr (engelsk)